# Raleigh-Durham International Airport

i7
i11
i13
Der Raleigh-Durham International Airport (IATA: RDU, ICAO: KRDU) ist der Flughafen der US-amerikanischen Städte Raleigh und Durham und liegt genau zwischen den beiden Städten in North Carolina. Die Region wird auch als Research Triangle bezeichnet, wovon sich das Logo des Flughafens ableitet.

## Lage und Verkehrsanbindung
Der Raleigh-Durham International Airport liegt 17 Kilometer nordwestlich des Stadtzentrums von Raleigh und 17 Kilometer südöstlich des Stadtzentrums von Durham. Er liegt vollständig auf dem Gebiet des Cedar Fork Township. Die Interstate 40 verläuft südwestlich des Flughafens, während die Interstate 540 nordwestlich des Flughafens verläuft und der U.S. Highway 70 nordöstlich des Flughafens verläuft.
Der Raleigh-Durham International Airport wird durch Busse in den Öffentlichen Personennahverkehr eingebunden, die GoTriangle Route 100 verbindet den Flughafen regelmäßig mit dem Stadtzentrum von Raleigh.

## Flughafenanlagen
Der Raleigh-Durham International Airport hat eine Gesamtfläche von 2023 Hektar.

### Start- und Landebahnen
Der Raleigh-Durham International Airport verfügt über drei Start- und Landebahnen. Die längste Start- und Landebahn trägt die Kennung 05L/23R, ist 3048 Meter lang und 46 Meter breit. Die parallele Start- und Landebahn 05R/23L ist 2286 Meter lang und ebenfalls 46 Meter breit. Die Querwindbahn ist 1088 Meter lang und 30 Meter breit. Allerdings können aufgrund ihrer Länge nur die parallelen Start- und Landebahnen für kommerzielle Flüge genutzt werden, während die Start- und Landebahn 14/32 der allgemeinen Luftfahrt dient. Die Start- und Landebahn 05L/23R verfügt über einen Belag aus Beton, während der Belag der anderen Start- und Landebahnen aus Asphalt besteht.

### Passagierterminals
Der Raleigh-Durham International Airport verfügt über zwei Passagierterminals. Beide Terminals liegen zwischen den parallelen Start- und Landebahnen des Flughafens.

#### Terminal 1

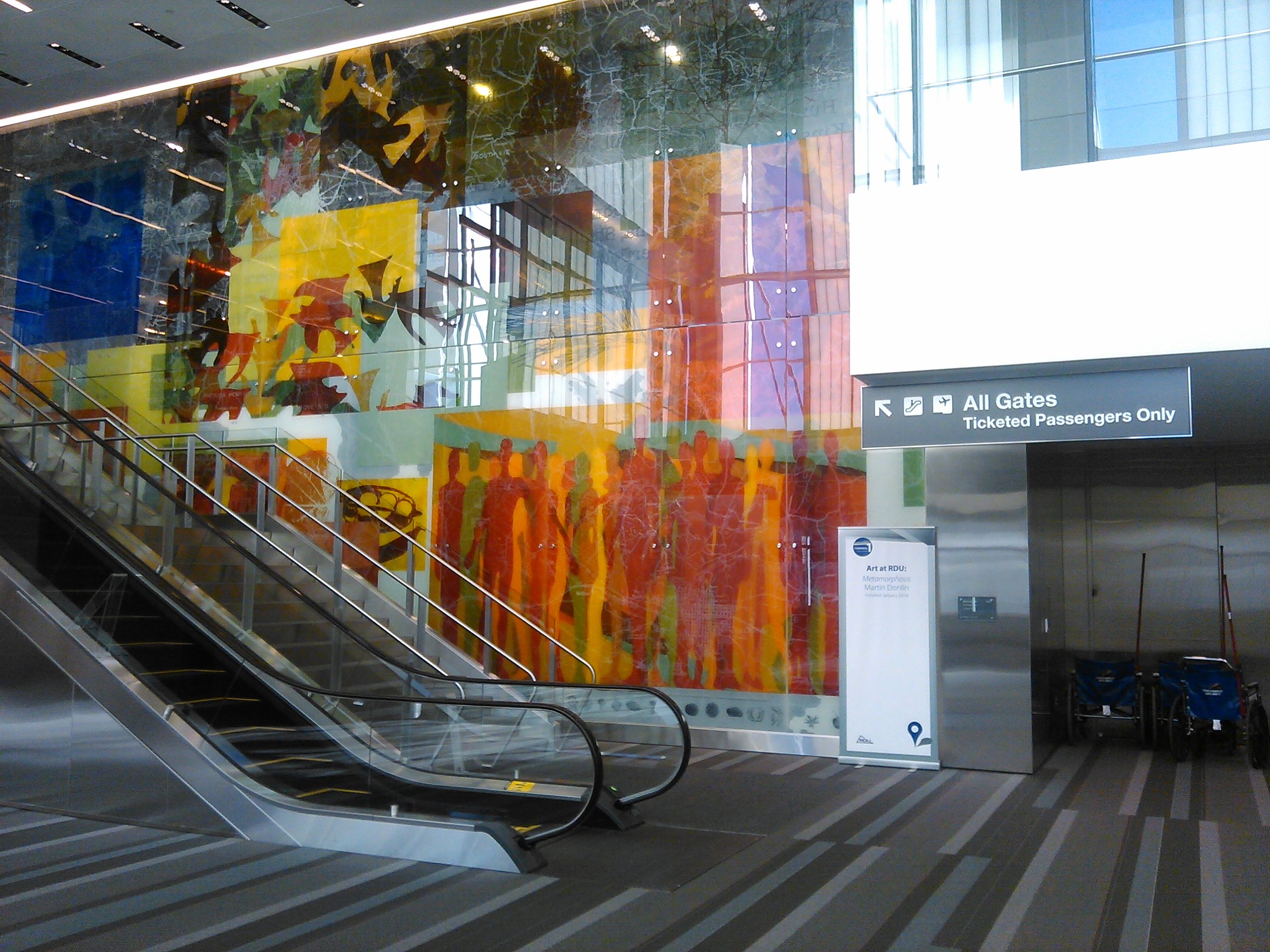
Terminal 1

Das heutige Terminal 1 wurde 1992 als Terminal A eröffnet. Am 26. Oktober 2008 wurde es in Terminal 1 umbenannt und von 2012 bis 2014 teilweise modernisiert.
Terminal 1 verfügt über neun Flugsteige und ebenso viele Fluggastbrücken, es sind aber nur fünf Flugsteige in Betrieb. Es wird ausschließlich von Southwest Airlines genutzt, welche hier Inlandsflüge und internationale Abflüge durchführt.

#### Terminal 2

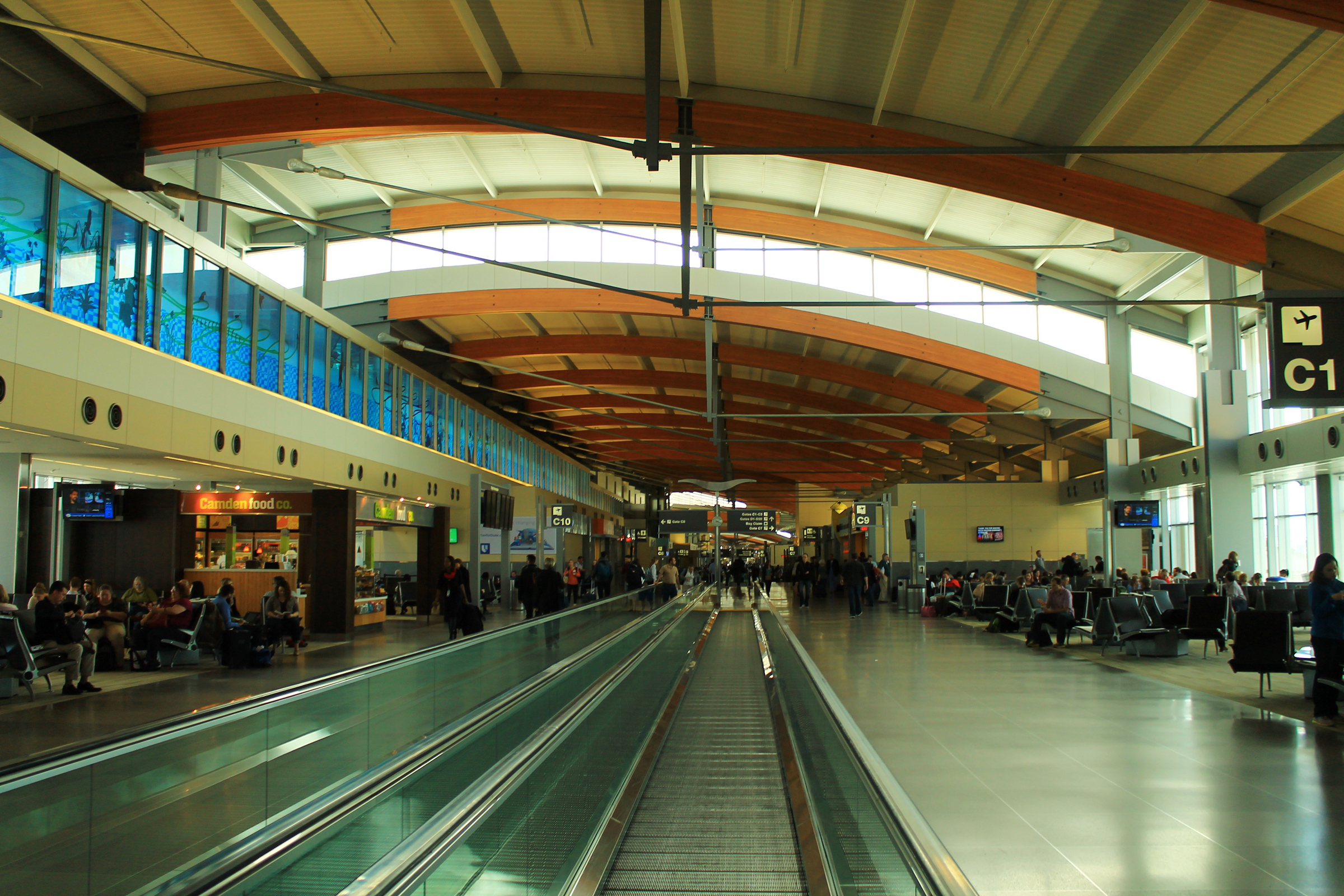
Terminal 2

Das Terminal 2 ist heute das wichtigste Passagierterminal des Flughafens. Ein erster Teil wurde bereits im Oktober 2008 eröffnet, die Fertigstellung erfolgte jedoch erst im Januar 2011.
Das Terminal 2 ist mit 36 Flugsteigen und ebenso vielen Fluggastbrücken ausgestattet, welche auf zwei Concourses aufgeteilt sind. Im nordöstlichen Concourse C befinden sich 19 Flugsteige, die restlichen 17 Flugsteige befinden sich im südwestlichen Concourse D. In Terminal 2 werden Flüge von Air Canada, Alaska Airlines, Allegiant Air, American Airlines, Delta Air Lines, Frontier Airlines, Lufthansa, Jetblue Airways, Spirit Airlines und United Airlines sowie internationale Ankünfte von Southwest Airlines abgefertigt.

## Fluggesellschaften und Ziele
Der Raleigh-Durham International Airport wird von zehn Fluggesellschaften genutzt. Die wichtigste Fluggesellschaft war im Jahr 2019 Delta Air Lines einschließlich Delta Connection mit einem Marktanteil von 30,7 Prozent, gefolgt von American Airlines einschließlich American Eagle mit 22,9, Southwest Airlines mit 18,3 Prozent und United Airlines einschließlich United Express mit 11,7 Prozent.
Am Raleigh-Durham International Airport werden Flüge zu 52 inneramerikanischen Zielen angeboten. Außerdem bestehen Verbindungen zu internationalen Zielen in Nordamerika und Europa. Seit dem 6. Juni 2024 wird fünfmal wöchentlich eine Direktverbindung nach Frankfurt durch Lufthansa angeboten.

## Verkehrszahlen

### Verkehrsreichste Strecken
| Rang | Stadt                        | Passagiere | Fluggesellschaft                           |
| ---- | ---------------------------- | ---------- | ------------------------------------------ |
| 01   | Atlanta, Georgia             | 720.700    | Delta, Frontier, Southwest                 |
| 02   | Chicago–O'Hare, Illinois     | 390.780    | American, Delta, Spirit, United            |
| 03   | Charlotte, North Carolina    | 382.700    | American                                   |
| 04   | Boston, Massachusetts        | 354.630    | American, Delta, Frontier, JetBlue, Spirit |
| 05   | Orlando, Florida             | 302.300    | Delta, Frontier, Southwest, Spirit         |
| 06   | Newark, New Jersey           | 277.700    | Delta, United                              |
| 07   | Baltimore, Maryland          | 273.880    | Delta, Southwest, Spirit                   |
| 08   | New York-LaGuardia, New York | 270.520    | American, Delta                            |
| 09   | Dallas/Fort Worth, Texas     | 259.150    | American                                   |
| 10   | Denver, Colorado             | 250.160    | Frontier, Southwest, United                |

## Zwischenfälle
- Am 28. November 1967 zerlegte sich bei einer Vickers Viscount 745D der US-amerikanischen United Airlines (Luftfahrzeugkennzeichen N7465) während der Landung auf dem Raleigh-Durham International Airport ein Ventil der Bugradsteuerung durch einen Ermüdungsbruch. Die daraus resultierenden starken Schwingungen führten zum Zusammenbrechen des Bugfahrwerks. Alle 43 Insassen, die vier Besatzungsmitglieder und 39 Passagiere, überlebten. Das Flugzeug wurde irreparabel beschädigt.[13]

- Am 4. Dezember 1971 kollidierte eine im Landeanflug befindliche Douglas DC-9-31 der Eastern Air Lines (Luftfahrzeugkennzeichen N8943E) mit einer auf demselben Kurs fliegenden privaten Cessna U206 Super Skywagon (N2110F). Die Cessna verkeilte sich mit den Tragflächen im Hauptfahrwerk der DC-9. Sie wurde einige Meilen mitgerissen, ihre beiden Insassen starben erst, als sie sich 75 Sekunden nach der Kollision von der DC-9 löste, nahezu vertikal zu Boden ging und explodierte. Von den 23 Passagieren und 4 Besatzungsmitgliedern der DC-9 kam niemand zu Schaden (siehe auch Eastern-Air-Lines-Flug 898).

- Am 13. Dezember 1994 stürzte eine BAe Jetstream 32, die von der Flagship Airlines im Namen der American Eagle betrieben wurde, unweit des Flughafens ab. Zuvor hatten die Piloten kurz vor der Landung einen nicht erforderlichen Fehlanflug durchgeführt, da der Flugkapitän eine aufleuchtende Kontrollleuchte im Cockpit fehlinterpretiert hatte. Bei dem Unfall starben 15 der 20 Personen an Bord (siehe auch Flagship-Airlines-Flug 3379).